# Болихов, Виктор Викторович
Ви́ктор Ви́кторович Бо́лихов (род. 1 декабря 1983, Погорелое Городище, Зубцовский район, Калининская область, СССР) — российский футболист, полузащитник.

## Карьера

### Клубная
Воспитанник ФШМ-«Торпедо». В 2000 году выступал за фарм-клуб московского «Торпедо», затем — в турнире дублёров. В элитном дивизионе за основную команду дебютировал 6 апреля 2002 года в матче против «Алании» (1:1). Единственный мяч в Премьер-Лиге забил 24 апреля 2003 года в матче против московского «Динамо» (2:1). В 2005 году на правах аренды перешёл в «Анжи». В 2007 году защищал цвета клуба «Лобня-Алла». В 2008 году подписал контракт с серпуховской «Звездой». В 2010 году завершил карьеру в клубе «Знамя Труда».

### В сборной
В 2004 году провёл 3 матча в составе молодёжной сборной России.